# Barsalogho
Barsalogho ist sowohl eine Gemeinde (französisch commune rurale) als auch ein dasselbe Gebiet umfassendes Departement im westafrikanischen Staat Burkina Faso, in der Region Centre-Nord und der Provinz Sanmatenga. Die Gemeinde hat in 38 Dörfern und fünf Sektoren des Hauptortes 78.919 Einwohner.
Am 24. August 2024 töteten Terroristen, die der Dschamāʿat Nusrat al-Islām wa-l-Muslimīn zugerechnet werden, mehr als 200 Zivilisten und Sicherheitskräfte. Mehr als einhundert Personen wurden verletzt. Die Opfer waren hauptsächlich junge Freiwillige, die in großer Zahl den Soldaten geholfen hatten, Gräben um ihre Außenposten vor dem Ort auszuheben, um sich vor terroristischen Angriffen zu schützen.